# Profesionalen Futbolen Klub Černo More Varna 2018-2019
Questa voce raccoglie le informazioni riguardanti il Profesionalen Futbolen Klub Černo More Varna nelle competizioni ufficiali della stagione 2018-2019.

## Rosa
Fonte:
| N. |                           | Ruolo | Calciatore          |
| -- | ------------------------- | ----- | ------------------- |
|    | Bulgaria (bandiera)       | P     | Ivan Dičevski       |
|    | Bulgaria (bandiera)       | P     | Ivan Djulgerov      |
|    | Bulgaria (bandiera)       | P     | Georgi Kitanov      |
|    | Bulgaria (bandiera)       | P     | Stefan Petkov       |
|    | Francia (bandiera)        | D     | Joakim Balmy        |
|    | Bulgaria (bandiera)       | D     | Plamen Dimov        |
|    | Bulgaria (bandiera)       | D     | Miroslav Enčev      |
|    | Bulgaria (bandiera)       | D     | Viktor Genev        |
|    | Rep. del Congo (bandiera) | D     | Hugo Konongo        |
|    | Bulgaria (bandiera)       | D     | Martin Kostadinov   |
|    | Bulgaria (bandiera)       | D     | Cvetomir Panov      |
|    | Bulgaria (bandiera)       | D     | Viktor Popov        |
|    | Bulgaria (bandiera)       | D     | Stefan Stančev      |
|    | Bulgaria (bandiera)       | D     | Zlatin Stankov      |
|    | Bulgaria (bandiera)       | C     | Aleksandăr Georgiev |
|    | Bulgaria (bandiera)       | C     | Georgi Iliev        |
|    | Bulgaria (bandiera)       | C     | Dani Kiki           |

| N. |                         | Ruolo | Calciatore         |
| -- | ----------------------- | ----- | ------------------ |
|    | Bulgaria (bandiera)     | C     | Marian Ognjanov    |
|    | Bulgaria (bandiera)     | C     | Vasil Panajotov    |
|    | Capo Verde (bandiera)   | C     | Patrick Andrade    |
|    | Bulgaria (bandiera)     | C     | Petăr Vitanov      |
|    | Bulgaria (bandiera)     | C     | Petăr Vucov        |
|    | Bulgaria (bandiera)     | C     | Emil Jančev        |
|    | Bulgaria (bandiera)     | C     | Lăčezar Jordanov   |
|    | Bulgaria (bandiera)     | A     | Georgi Božilov     |
|    | Algeria (bandiera)      | A     | Mehdi Fennouche    |
|    | Bulgaria (bandiera)     | A     | Ilian Iliev        |
|    | Bulgaria (bandiera)     | A     | Hristo Ivanov      |
|    | Brasile (bandiera)      | A     | Jorginho           |
|    | Bulgaria (bandiera)     | A     | Martin Minčev      |
|    | RD del Congo (bandiera) | A     | Aristote N'Dongala |
|    | Brasile (bandiera)      | A     | Rodrigo Henrique   |
|    | Bulgaria (bandiera)     | A     | Radoslav Vasilev   |
|    | Bulgaria (bandiera)     | A     | Valentin Joskov    |